# Palazzo Orio Semitecolo Benzon

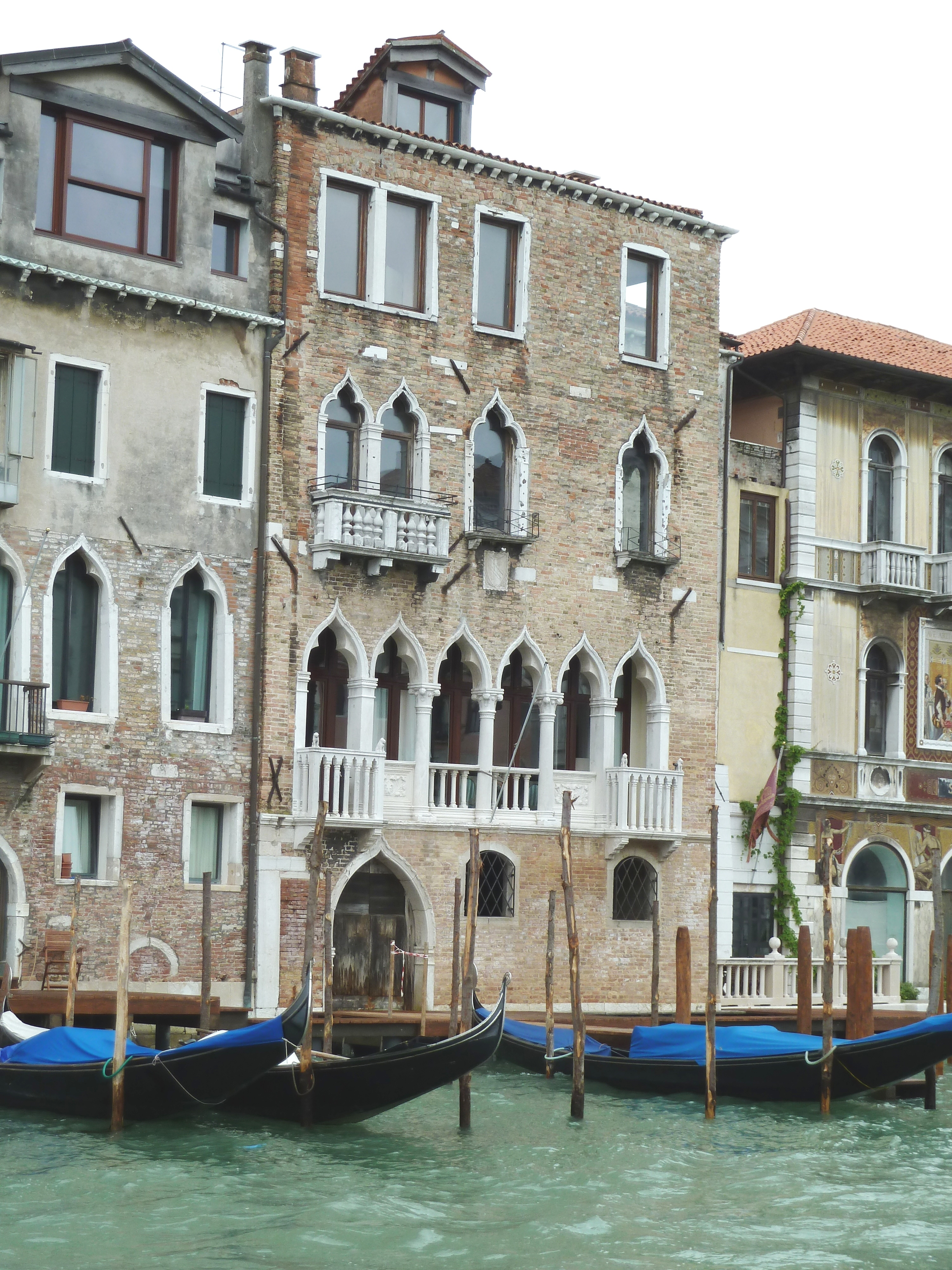
Palazzo Orio Semitecolo Benzon

Palazzo Orio Semitecolo Benzon ist ein Palast in Venedig in der italienischen Region Venetien. Er liegt im Sestiere Dorsoduro mit Blick auf den Canal Grande zwischen dem Ca’ Santomaso und dem Palazzo Salviati.

## Geschichte
Den Palast aus dem 14. Jahrhundert ließ die sehr alte Adelsfamilie Orio erbauen. Nach dem Bau des benachbarten Palazzo Salviati im 20. Jahrhundert wurden die beiden Paläste verbunden.

## Beschreibung
Die vorwiegend gotische Fassade zeigt in jedem ihrer vier Geschosse eigene Charaktere. Das erste Hauptgeschoss folgt dem Stil des 14. Jahrhunderts, das zweite dem des 15. Jahrhunderts, wogegen das oberste Geschoss im 19. Jahrhundert aufgesetzt wurde. Das erste Hauptgeschoss ist durch ein luftiges Mehrfachfenster charakterisiert, das aus einem Vierfach-Dreipassfenster besteht, an das gleichartige Einzelfenster links und rechts angesetzt wurden. Die einzelnen Fenster sind durch Pilaster getrennt und die beiden angesetzten Einzelfenster haben vorspringende Steinbalkone, während das Vierfachfenster in der Mitte Baluster und außen Vormauerungen mit Halbreliefen zeigt. Im zweiten Hauptgeschoss liegt auf der linken Seite ein doppeltes Dreipassfenster mit vorspringendem Steinbalkon, neben dem rechts zwei gleichartige Einzelfenster ohne Balkon liegen. Das dritte Obergeschoss zeigt die gleiche Fensteraufteilung, wobei die Fenster jedoch einfach und rechteckig sind. Die Fassade krönt eine gezahnte Dachtraufe, über der nach links aus der Mitte versetzt eine Dachgaube mit einfachem, rechteckigen Doppelfenster liegt.
Das Kielbogenportal auf der linken Seite des Erdgeschosses hat einen gezahnten Rahmen und trägt ein Schild der Familie Benzoni, das aus dem 14. oder 15. Jahrhundert stammt und in istrischem Kalkstein ausgeführt ist.